# Devon Williams
Devon Chesterton Williams (Kingston, Jamaica, 8 de abril de 1992) es un futbolista profesional jamaicano que juega para Lexington SC de la USL Championship de Estados Unidos como mediocampista. Es internacional con la selección de fútbol de Jamaica.

## Carrera

### Juventud y universidad
Nacido en Kingston, Jamaica, Williams comenzó su carrera en las categorías inferiores del St. George's College . Mientras estuvo con St.George's, Williams llevó a la escuela a dos campeonatos juveniles en 2008 y 2009. En 2010, se unió al Real Mona FC y permaneció en el club hasta 2014. En 2011, Williams aceptó una oferta para jugar fútbol universitario con Robert Morris Colonials . Williams recibió la camiseta número 10 y en sus cuatro años con los Colonials participó en 71 partidos anotando 6 goles y registrando 15 asistencias. Durante la temporada 2014, Williams también jugó con los Pittsburgh Riverhounds U23.

### Clubes

#### New York Red Bulls
Después de una larga prueba con el club, Williams firmó con New York Red Bulls II el 8 de julio de 2015. Hizo su debut con el club el 18 de julio de 2015, apareciendo como titular en la victoria por 2-0 sobre Harrisburg City Islanders. La semana siguiente, Williams registró su primera asistencia para Nueva York, ayudando a Red Bull II a una victoria por 4-3 sobre Richmond Kickers. El 12 de agosto de 2015, Williams registró su segunda asistencia de la temporada cuando vio a Stefano Bonomo con un centro perfecto al área que ayudó a NYRB II a empatar 1-1 contra Charlotte Independence. El 22 de agosto de 2015, Williams anotó su primer gol como profesional, ayudando a Nueva York a vencer por 2-0 al Toronto FC II.
El 6 de julio de 2016, hizo su debut con los New York Red Bulls en un amistoso de mitad de temporada contra el Club América mexicano. Los Red Bulls ganaron el partido por 2-0. El 12 de agosto de 2016, Williams anotó su primer gol de la temporada para Nueva York en la victoria por 5-1 sobre Orlando City B.

#### Louisville City FC
El 26 de diciembre de 2021, Louisville City FC anunció que había fichado a Williams para la temporada 2017. Williams hizo su debut con Louisville el 25 de marzo de 2017, en un empate 0-0 contra Saint Louis FC. Williams anotó su primer gol para Louisville el 10 de septiembre de 2017, durante una victoria por 3-0 sobre el Pittsburgh Riverhounds FC.

#### Miami FC
El 8 de enero de 2021, Williams fue fichado por el equipo del campeonato de la USL Miami FC antes de la temporada 2021. Williams hizo su debut con su nuevo equipo el 2 de mayo de 2021, durante una victoria por 2-1 sobre el  Loudoun United FC. Marcó su primer gol con Miami el 15 de mayo, el único gol en una victoria sobre su antiguo club, el New York Red Bulls II. El 17 de agosto de 2021, Williams fue nombrado Jugador de la Semana del Campeonato de la USL en la semana 17 de la temporada 2021 en reconocimiento a su doblete anotado contra Pittsburgh en la victoria por 3-2 de Miami.

### Selección nacional
Williams ha representado a Jamaica a nivel de selección nacional Sub-20, haciendo cinco apariciones para su país. El 11 de agosto de 2010, hizo su primera aparición internacional con la selección absoluta, apareciendo en una victoria por 3-1 sobre Trinidad y Tobago.

## Estadísticas
| Club                  | Temporada    | Liga     | Liga  | Playoffs | Playoffs | US Open Cup | US Open Cup | CONCACAF | CONCACAF | Total    | Total |
| Club                  | Temporada    | Partidos | Goles | Partidos | Goles    | Partidos    | Goles       | Partidos | Goles    | Partidos | Goles |
| --------------------- | ------------ | -------- | ----- | -------- | -------- | ----------- | ----------- | -------- | -------- | -------- | ----- |
| New York Red Bulls II | 2015         | 11       | 1     | 2        | 0        | 0           | 0           | 0        | 0        | 13       | 1     |
| New York Red Bulls II | 2016         | 25       | 1     | 1        | 0        | 0           | 0           | 0        | 0        | 26       | 1     |
| New York Red Bulls II | Total        | 36       | 2     | 3        | 0        | 0           | 0           | 0        | 0        | 39       | 2     |
| Louisville City       | 2017         | 19       | 1     | 4        | 0        | 4           | 0           | 0        | 0        | 27       | 1     |
| Louisville City       | 2018         | 30       | 1     | 4        | 2        | 1           | 0           | 0        | 0        | 35       | 3     |
| Louisville City       | 2019         | 26       | 1     | 4        | 0        | 0           | 0           | 0        | 0        | 30       | 1     |
| Louisville City       | 2020         | 16       | 4     | 3        | 0        | 0           | 0           | 0        | 0        | 19       | 4     |
| Louisville City       | Total        | 91       | 7     | 15       | 2        | 5           | 0           | 0        | 0        | 111      | 9     |
| Miami FC              | 2021         | 23       | 3     | 1        | 0        | 0           | 0           | 0        | 0        | 24       | 3     |
| Miami FC              | 2022         | 8        | 0     | 0        | 0        | 2           | 0           | 0        | 0        | 10       | 0     |
| Miami FC              | Total        | 31       | 3     | 1        | 0        | 2           | 0           | 0        | 0        | 34       | 3     |
| Career total          | Career total | 158      | 12    | 19       | 2        | 7           | 0           | 0        | 0        | 184      | 14    |

### Selección nacional
| Selección | Año   | Partidos | Goles |
| --------- | ----- | -------- | ----- |
| Jamaica   | 2010  | 1        | 0     |
| Jamaica   | 2017  | 1        | 0     |
| Jamaica   | 2018  | 3        | 0     |
| Jamaica   | 2019  | 7        | 1     |
| Jamaica   | 2021  | 11       | 0     |
| Total     | Total | 23       | 1     |

### Goles internacionales
| N.º | Fecha                 | See                                     | Adversario | Gol  | Resultado | Competencia                         |
| --- | --------------------- | --------------------------------------- | ---------- | ---- | --------- | ----------------------------------- |
| 1.  | 12 de octubre de 2019 | Parque Independencia, Kingston, Jamaica | Aruba<     | 1 –0 | 2-0       | 2019-20 CONCACAF Liga de Naciones B |

## Logros

### Club
New York Red Bulls II
- USL Cup (1) 2016

Louisville City FC
- USL Cup (2) 2017,[18] 2018[19]

### Individual
- Primer equipo de USL Championship All League 2020[20]